# Chi Vú sữa
Chi Vú sữa, danh pháp khoa học Chrysophyllum, là chi thực vật chứa khoảng 70-80 loài cây nhiệt đới sinh trưởng nhanh có chiều cao từ 10-20m hoặc hơn. Lá của chi này hình ô van, dài từ 3–15 cm, mặt trên xanh thẫm, mắt dưới màu vàng nhạt đặc.

## Một số loài chọn lọc
| - Chrysophyllum acreanum - Chrysophyllum africanum A.DC. - Chrysophyllum albidum G.Don – Táo Sao trắng. Ở Nigeria biết với tên Agbalumo trong ngôn ngữ Yoruba và Udara trong ngôn ngữ Igbo - Chrysophyllum antilogum - Chrysophyllum argenteum Jacq. – Bastard Redwood - Chrysophyllum balansae - Chrysophyllum balata - Chrysophyllum bangweolense - Chrysophyllum beguei - Chrysophyllum bicolor Poir. - Chrysophyllum cainito L. – Vú sữa - Chrysophyllum chartaceum - Chrysophyllum claessensii - Chrysophyllum cuneifolium - Chrysophyllum eximium Ducke - Chrysophyllum gonocarpum (Mart. & Eichler) Engl. - Chrysophyllum gorungosanum Engl. - Chrysophyllum guyanense - Chrysophyllum imperiale (Linden ex Koch & Fintelm.) Benth. & Hook.f. - Chrysophyllum klugii - Chrysophyllum lacourtianum | - Chrysophyllum lanceolatum – Vú sữa quả sao, săng sáp - Chrysophyllum laurentii - Chrysophyllum longepedicellatum - Chrysophyllum lungi - Chrysophyllum marginatum - Chrysophyllum mexicanum Brandegee ex Standl. - Chrysophyllum oliviforme L. – Satinleaf - Chrysophyllum oppositum - Chrysophyllum perpulchrum - Chrysophyllum pomiferum (Eyma) T. D. Penn. - Chrysophyllum prieurii A.DC. - Chrysophyllum pruniferum - Chrysophyllum pruniforme Pierre ex Engl. - Chrysophyllum ramiflorum - Chrysophyllum rwandense - Chrysophyllum sanguinolentum (Pierre) Baehni - Chrysophyllum sarlinii - Chrysophyllum sericeum - Chrysophyllum viridifolium J.M.Wood & Franks - Chrysophyllum welwitschii |

### Các loài trước kia xếp trong chi này
- Englerophytum magalismontanum (Sond.) T.D.Penn. (với danh pháp C. magalismontanum Sond.)
- Jacquinia arborea Vahl (với danh pháp C. barbasco Loefl.)
- Micropholis rugosa (Sw.) Pierre (với danh pháp C. rugosum Sw.)
- Palaquium philippense (Perr.) C.B.Rob. - Chây Philippines (với danh pháp C. philippense Perr.)
- Pouteria alnifolia (Baker) Roberty (với danh pháp C. alnifolium Baker)
- Pouteria gardneri (Mart. & Miq.) Baehni (với danh pháp C. gardneri Mart. & Miq.)
- Pouteria macrophylla (Lam.) Eyma (với danh pháp C. macrophyllum Lam.)
- Pouteria reticulata (Engl.) Eyma (với danh pháp C. reticulatum Engl.)
- Pradosia brevipes (Pierre) T.D.Penn. (với danh pháp C. soboliferum Rizzini)
- Pradosia lactescens (Vell.) Radlk. (với danh pháp C. burahem Riedel)[4]

## Hình ảnh

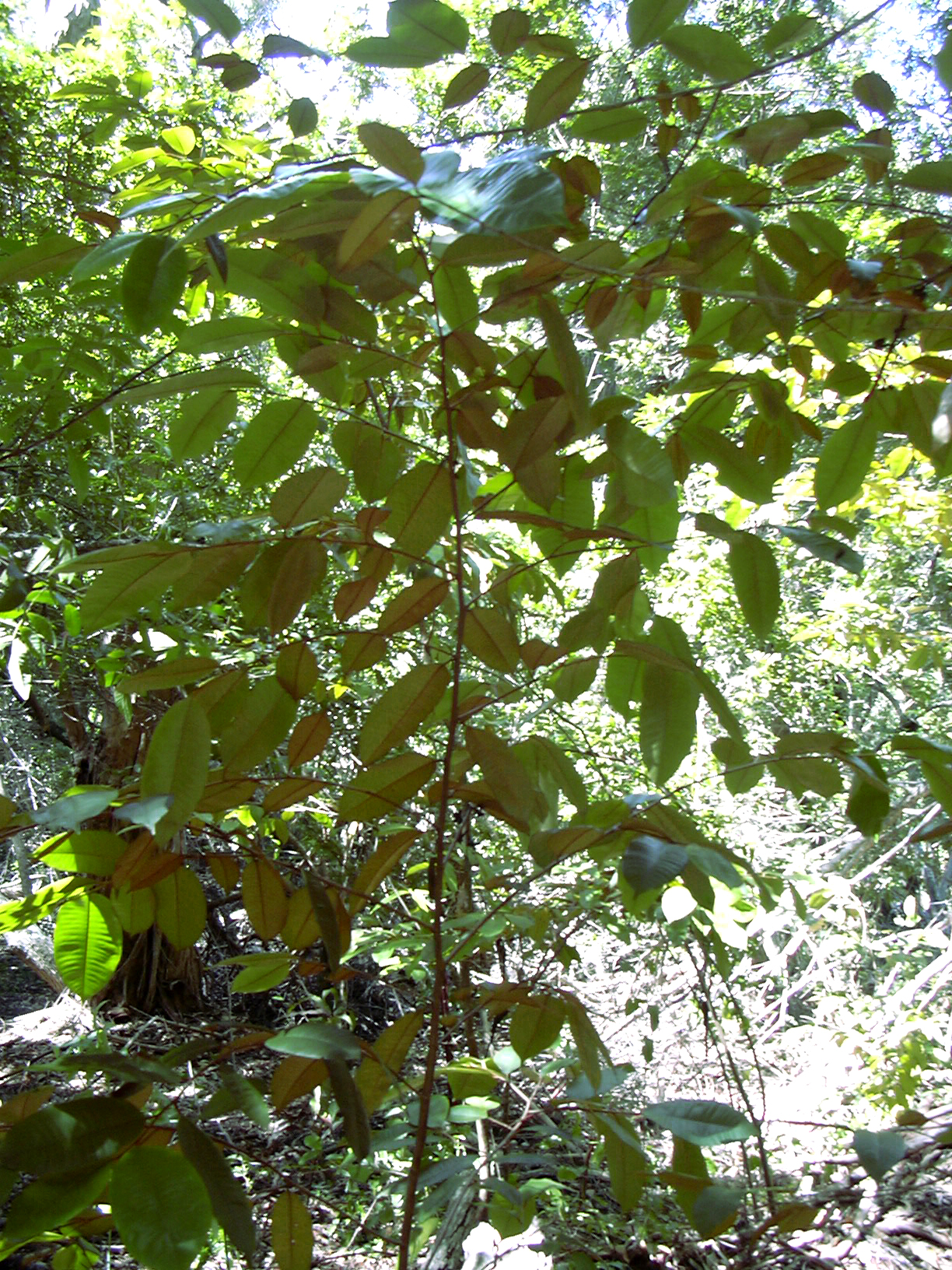
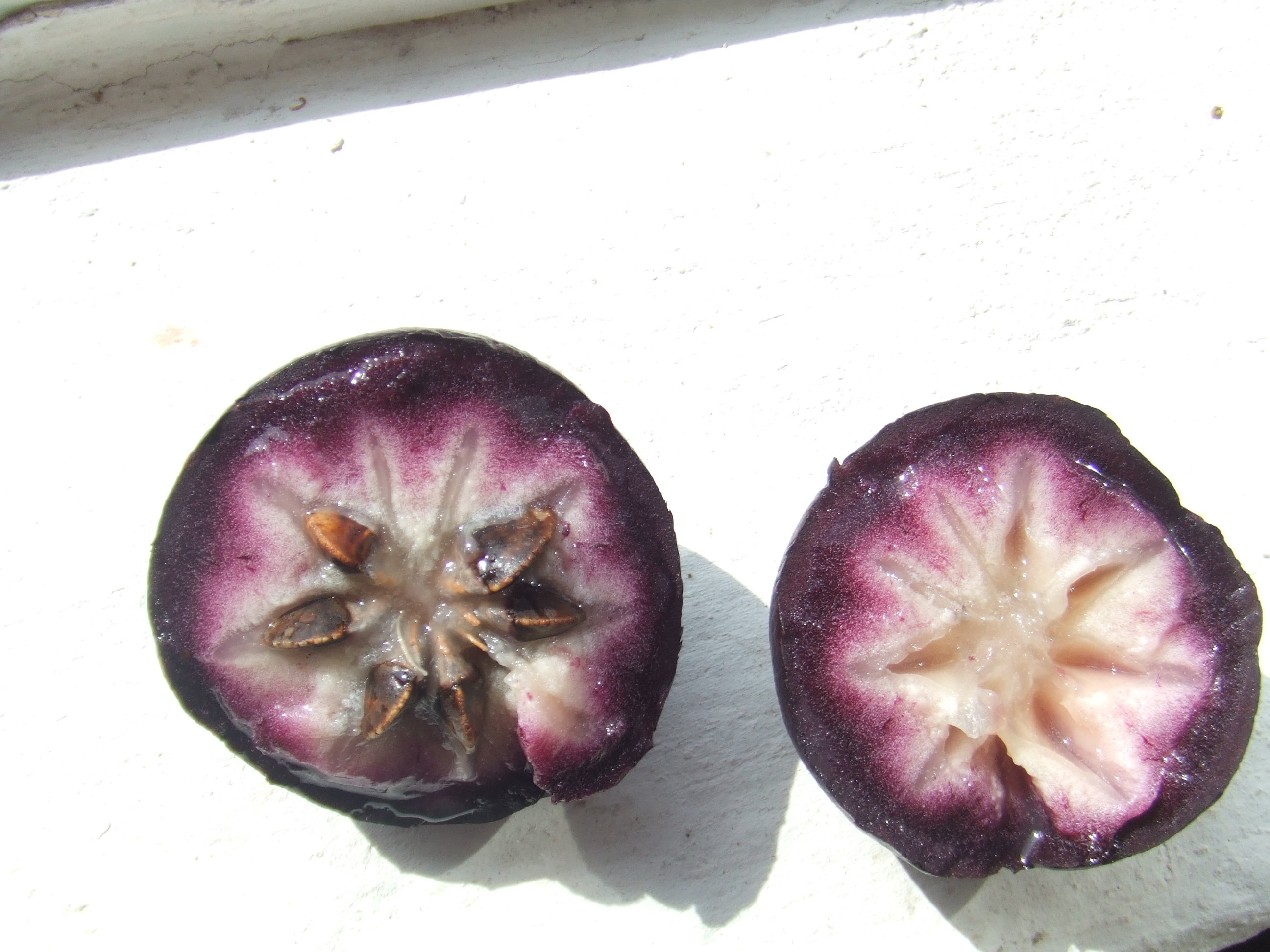
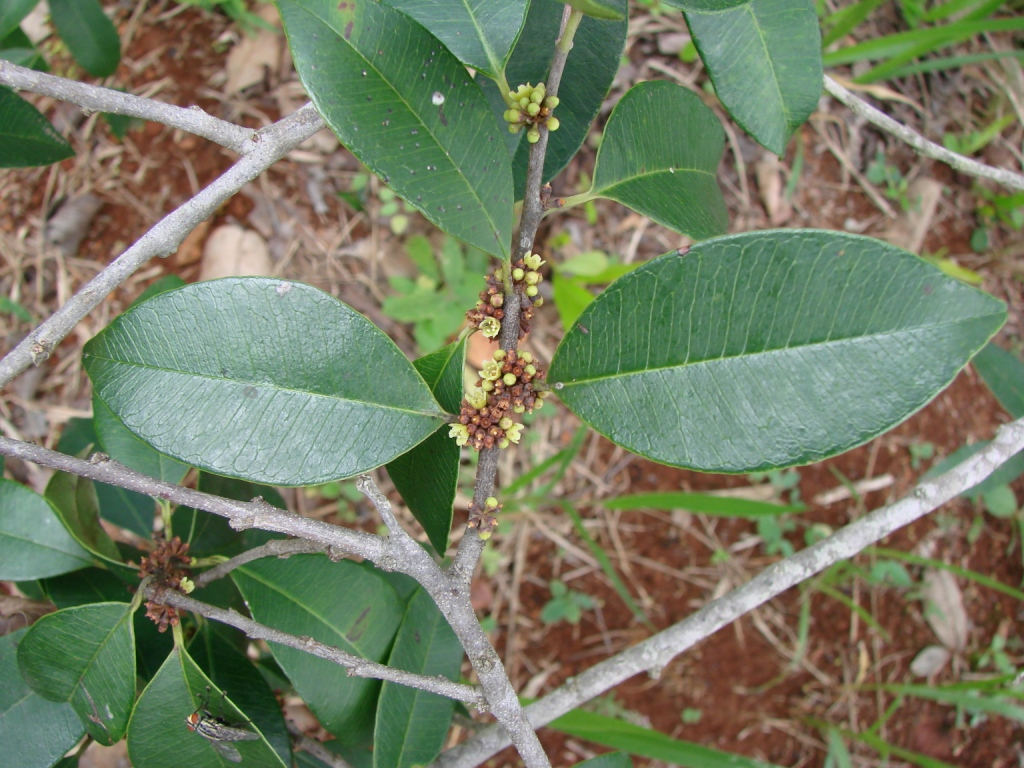